# Storstadsfaror
Storstadsfaror är en svensk dramafilm från 1918 i regi av Manne Göthson. 

## Om filmen
Filmen premiärvisades 4 mars 1918 på Brunkebergsteatern i Stockholm. Den spelades in vid Hasselbladateljén i Otterhällan Göteborg med exteriörer från Stockholm och ombord på ångaren Stockholm av Gustav A. Gustafson.

## Rollista
- Mary Johnson – Inga Gregor
- Johnny Björkman – Brynolf Fingal
- Agda Helin – Flora Hubert, först husa hos bankdirektör Sellner
- Sture Baude – Tom Hubert, Floras bror
- Tekla Sjöblom – syster Linnéa, Ingas och Brynolfs fostermor
- Manne Göthson – pastor Natanael Germund/skum typ hos pantlånare Hubert
- Eric Malmlöf – Hubert, pantlånare, Floras och Toms far
- John Erik Strandman – Fritz, betjänt hos Sellners
- Lilly Cronwin – Lucia, slumsyster
- Dagmar Ebbesen – köksa hos Sellners
- Victor Arfvidson – polis hos Sellners/gäst på nattklubben Cabaret Nattugglan
- Wilma Malmlöf – fru Angelin, frukt- och grönsakshandlerska
- Helge Kihlberg – herr Angelin/gäst på nattklubben Cabaret Nattugglan
- Carl "Texas" Johannesson – Floras kavaljer på takterrassen
- Rulle Bohman – skum typ hos pantlånare Hubert